# Perperek
Perperek (Bulgaars: Перперек, Turks: Yağışlar) is een dorp in het zuiden van Bulgarije. Het dorp is gelegen in de gemeente Kardzjali in de oblast Kardzjali. Het dorp ligt hemelsbreed 14 km ten noordoosten van Kardzjali en 214 km ten zuidoosten van de hoofdstad Sofia.

## Bevolking
Het dorp Perperek had bij een schatting van 2020 een inwoneraantal van 760 personen. Dit waren 54 mensen (7,6%) meer dan 706 inwoners bij de officiële census van februari 2011. De gemiddelde jaarlijkse groei in die periode komt daarmee uit op 0,75%, hetgeen hoger is dan het landelijk jaarlijks gemiddelde over deze periode (-0,63%). In 1985 woonden er echter nog 966 personen in het dorp: veel etnische Turken (en andere moslims) verlieten in 1989 Bulgarije als gevolg van de assimilatiecampagnes van het communistisch regime van Todor Zjivkov, waarbij alle Turken en andere moslims in Bulgarije christelijke of Bulgaarse namen moesten aannemen en afstand moesten doen van hun islamitische gewoonten. Sinds de toetreding van Bulgarije tot de Europese Unie in 2007 is er een sterke traditie van "pečalba" ( = seizoenswerk) ontstaan, waarbij veel van jonge inwoners het dorp in de zomermaanden verlaten om in Komotini (Griekenland) te werken als veehouder of als tabaks- en katoenplukker(s).
- 1934 244
Koninkrijk Bulgarije
- 1946 291
Volksrepubliek Bulgarije
- 1956 447
Volksrepubliek Bulgarije
- 1965 545
Volksrepubliek Bulgarije
- 1975 844
Volksrepubliek Bulgarije
- 1985 966
Volksrepubliek Bulgarije
- 1992 760
Republiek Bulgarije
- 2001 593
Republiek Bulgarije
- 2011 706
Republiek Bulgarije
- 2020 760
Republiek Bulgarije

- Koninkrijk Bulgarije
- Volksrepubliek Bulgarije
- Republiek Bulgarije

In het dorp wonen merendeels etnische Turken, maar er is ook een grote minderheid van Roma. In de optionele volkstelling van 2011 identificeerden 365 van de 619 ondervraagden zichzelf als etnische Turken - oftewel 59% van alle ondervraagden. De overige ondervraagden waren vooral Roma (236 personen of 38,1% van alle ondervraagden) of Bulgaren (16 personen, of 2,6%).
| Etnische samenstelling van de respondenten (2011) | Etnische samenstelling van de respondenten (2011) | Etnische samenstelling van de respondenten (2011) | Etnische samenstelling van de respondenten (2011) | Etnische samenstelling van de respondenten (2011) |
| ------------------------------------------------- | ------------------------------------------------- | ------------------------------------------------- | ------------------------------------------------- | ------------------------------------------------- |
|                                                   |                                                   |                                                   |                                                   |                                                   |
| Bulgaren                                          | Bulgaren                                          |                                                   | 2,6%                                              | 2,6%                                              |
| Turken                                            | Turken                                            |                                                   | 59,0%                                             | 59,0%                                             |
| Roma                                              | Roma                                              |                                                   | 38,1%                                             | 38,1%                                             |
| Anders/Onbekend                                   | Anders/Onbekend                                   |                                                   | 0,3%                                              | 0,3%                                              |